# Кланганфорд
Кланганфорд (англ. Clungunford) — деревня и гражданский приход в Южном Шропшире, Англия. Расположена недалеко от границы с графством Херефордшир.

## География
Ближайший населённый пункт - деревня Абкот, отделённый 
р. Клун. Селения соединяет  Кланганфордский мост, по которому проходит трасса B4367.
Ближайший торговый город — Крейвен Армс, находится в 6,4 км по дороге. Более крупный город Ладлоу находится в 16 км, а Шрусбери, уездный город, — в 39 км.
Кланганфорд расположен на высоте от 130 до 145 метров над уровнем моря.

## История
В «Книге Страшного суда» (1086 г.), содержащей свод материалов первой в средневековой Европе всеобщей поземельной переписи, проведённой в Англии в 1085—1086 годах, записано 36 домохозяйств. Что делает Кланганфорд крупным поселением для своего времени.
К северо-востоку от кладбища Святого Катберта есть старый мост, который в средневековые времена охранял переправу через реку.

## Транспорт
Деревня находится примерно в 2,4 км от железнодорожных станций в Хоптон-Хит и Брум . Дорога B4367 проходит через деревню и пересекает Клун на мосту Кланганфорд.